# 湯浅町立湯浅中学校
湯浅町立湯浅中学校（ゆあさちょうりつ ゆあさちゅうがっこう）は、和歌山県有田郡湯浅町にある公立中学校。略称は湯中（ゆちゅう）。

## 沿革
- 1947年（昭和22年）
  - 4月1日 - 湯浅町立湯浅中学校として創立[1]。
  - 5月 - 開校[2]。
  - 5月3日 - 開校式を挙行[3]。
  - 6月13日 - 校章を制定[3]。
  - 12月9日 - 町立湯浅小学校北側の校舎を仮校舎とする[3]。
- 1948年（昭和23年）
  - 1月 - PTAを結成[3]。
  - 閉校した湯浅商業学校と湯浅高等家政女学校の校舎を引き継ぎ、両校の新3年生を編入[3]。和歌山県立耐久高等学校を間借りし、分教場を開設（1949年4月まで）[4]。
  - 7月 - 湯浅字出水の丸万製糸工場跡（湯浅1447番地[1]）に新校舎を落成[5]。
- 1949年（昭和24年）
  - 4月 - 二部授業を開始[5]。
  - 7月 - 新校舎への移転作業を実施[6]。
- 1950年（昭和25年）10月 - 校舎を増築[7]。
- 1951年度（昭和26年度） - 校舎を増築[6]。
- 1954年（昭和29年）5月23日 - 講堂を落成[6]。
- 1961年（昭和36年）3月31日 - 町立田栖川中学校を統合し、新制の湯浅中学校として発足[8][9]。
- 1963年（昭和38年）2月28日 - 現在地に646坪の校舎を落成[10]。
- 1964年（昭和39年）4月 - 新校舎開校式を挙行[9]。
- 1996年（平成8年）9月 - 新体育館竣工式を挙行[9]。
- 2000年（平成12年）10月 - 木のぬくもり事業の教育・進路相談室を設置[9]。
- 2011年（平成23年）2月 - 新校舎を落成し、完成式を挙行[11][9]。
- 2014年（平成26年）5月 - 新プールを落成[9]。

## 教育目標
「ともに伸びる」
- 仲間とともに伸びる
- 家族とともに伸びる
- 地域とともに伸びる

出典：

## 学区
- 湯浅町全域

出典：

## 進学前小学校
- 湯浅町立湯浅小学校
- 湯浅町立山田小学校
- 湯浅町立田栖川小学校
- 湯浅町田栖川小学校吉川分校
- 湯浅町立田村小学校

出典：

## アクセス
- 湯浅駅より徒歩で15分

## 出身者
- 金森隆浩 - プロ野球選手

## 学区が隣接している学校
- 広川町立耐久中学校
- 広川町立津木中学校
- 有田川町立石垣中学校
- 有田川町立吉備中学校
- 有田市立有和中学校